# Nirina
Nirina es un género de insecto coleóptero de la familia Chrysomelidae.

## Especies
- Nirina flavofasciata Laboissiere, 1940
- Nirina imitans (Jacoby, 1894)
- Nirina jacobyi Weise, 1892
- Nirina regalis Laboissiere, 1940